# Aithiolas
Aithiolas (altgriechisch Αἰθιόλας Aithiólas) ist eine Person der griechischen Mythologie.
Er ist der Sohn des Menelaos und der Helena und der Bruder des Nikostratos. Gemeinsam mit seinem Bruder soll er in Sparta als Heros verehrt worden sein.